# 개 (드라마)
《개》는 1984년 8월 26일에 MBC TV에서 방영되었던 베스트셀러극장이다.

## 줄거리
조류학자 윤 교수(최불암)와 조수(조현미)는 희귀새의 생태조사를 위해 남해의 외딴 섬 꽃섬을 방문한다. 이들은 육지에서 버림받은 개를 데리고 왔는데 얼마 후 섬에 돌연 광견병이 번지기 시작한다.
광견이 지서장의 아들을 시작으로 해수욕객까지 해치게 되자 섬사람들은 광견을 퇴치할 방법을 모색하는데...

## 출연
- 최불암
- 김상순
- 백인철
- 박경순
- 이은철
- 조현미
- 최상훈
- 김동주
- 오경애
- 조인표
- 김석옥
- 이수나
- 홍순창
- 이원재
- 차주옥
- 최한호
- 신복숙
- 임문수
- 허기호
- 윤석오
- 김응보
- 최재호
- 윤철형
- 김순화
- 이미진
- 송영웅
- 천호진
- 구보석
- 이종호